# Himno a Canarias
El Himno a Canarias es una obra musical compuesta por el músico grancanario Juan José Falcón Sanabria con letra del poeta tinerfeño Fernando García-Ramos. Fue encargado por el primer presidente de la Comunidad Autónoma de Canarias, el socialista Jerónimo Saavedra, con objeto de dotar a la misma de un Himno oficial.
Falcón Sanabria se basó en el Tajaraste (melodía tradicional canaria) y el Romance de la Sildana, piezas «de la tradición popular canaria» que el compositor estudió, tras realizar un repaso al folclore de las Islas.
Existen tres grabaciones "oficiales" del Himno a Canarias, disponibles en la página de la Universidad de Las Palmas de Gran Canaria, ejecutadas por la Coral Polifónica de Las Palmas (la versión sinfónica) y por la Asociación Los Majuelos (la folclórica).
Finalmente, la Comunidad Autónoma de Canarias no se dotaría de himno oficial hasta algunos años más tarde, bajo la presidencia de Adán Martín Menis (Coalición Canaria), eligiéndose un fragmento de los Cantos Canarios de Teobaldo Power a los que se añadió una letra de Benito Cabrera.